# Protomelas annectens
Protomelas annectens är en fiskart som först beskrevs av Regan 1922.  Protomelas annectens ingår i släktet Protomelas och familjen Cichlidae. IUCN kategoriserar arten globalt som livskraftig. Inga underarter finns listade i Catalogue of Life.